# Edelschrott
Edelschrott är en ort och kommun i distriktet Voitsberg i förbundslandet Steiermark i Österrike. Kommunen fick sin nuvarande utbredning den 1 jan 2015 då kommunen Modriach införlivades. 
Kommunen består av tre orter (Ortschaften) (inom parentes invånarantal 1 januari 2024):
- Edelschrott (1 033)
- Kreuzberg (403)
- Modriach (196)